# Jonas Lössl
Jonas Lössl (Kolding, Dinamarca, 1 de febrero de 1989) es un futbolista danés que juega como portero en el F. C. Midtjylland de la Superliga de Dinamarca.

## Trayectoria
Hizo su debut en la Superliga danesa en marzo de 2010. Con el Midtjylland se clasificó a la Liga Europa de la UEFA 2012-13, perdiendo en los play-offs contra el Young Boys.

### Guingamp
Para la temporada 2014-15, fue transferido al Guingamp por 500 miles €, participando de la fase de grupos de la Liga Europa de la UEFA 2014-15, siendo eliminado por el Dinamo de Kiev. Jugó al lado de sus compatriotas Lars Jacobsen y Ronnie Schwartz.

### Maguncia 05
Fue transferido al Maguncia 05 por 2,50 mill. €. Con el Mainz individualmente le fue bien, ayudando a su equipo a salvarse del descenso.

### Inglaterra
Fue prestado al recién ascendido de la Premier League, Huddersfield Towan A. F. C. Luego de mantener la categoría fue comprado por 2,50 mill. €.
Tras el descenso del equipo a la EFL Championship, firmó por tres temporadas con el Everton F. C. Sin jugar ningún partido con el equipo de Liverpool, el 31 de enero de 2020 regresó al Huddersfield Town A. F. C. como cedido hasta final de temporada.
El 1 de febrero de 2021 volvió a su país para jugar nuevamente en el F. C. Midtjylland. A finales de año regresó a Inglaterra para completar la temporada en el Brentford F. C. en calidad de cedido.

## Selección nacional
Él fue llamado a la selección absoluta en junio de 2015 para un amistoso contra Montenegro, y otra vez para los play-offs de la clasificación para la Eurocopa 2016 contra Suecia en noviembre de 2015.

## Clubes
| Club                                | País       | Año       |
| ----------------------------------- | ---------- | --------- |
| F. C. Midtjylland                   | Dinamarca  | 2010-2014 |
| E. A. Guingamp                      | Francia    | 2014-2016 |
| 1. F. S. V. Maguncia 05             | Alemania   | 2016-2017 |
| Huddersfield Town A. F. C.          | Inglaterra | 2017-2019 |
| Everton F. C.                       | Inglaterra | 2019-2021 |
| Huddersfield Town A. F. C. (cedido) | Inglaterra | 2020      |
| F. C. Midtjylland                   | Dinamarca  | 2021-     |
| Brentford F. C. (cedido)            | Inglaterra | 2022      |

## Palmarés

### Títulos nacionales
| Título                 | Club              | País      | Año  |
| ---------------------- | ----------------- | --------- | ---- |
| Superliga de Dinamarca | F. C. Midtjylland | Dinamarca | 2024 |